# Karangsari (Kebasen)
Karangsari is een bestuurslaag in het regentschap Banyumas van de provincie Midden-Java, Indonesië. Karangsari telt 2964 inwoners (volkstelling 2010).